# 俺は知らない
『俺は知らない』（仏: Le Glaive et la Balance、伊: Uno dei tre、英: Two Are Guilty）は1963年に公開されたフランスとイタリアの映画。監督はアンドレ・カイヤット。出演はアンソニー・パーキンスなど。第8回ダヴィッド・ディ・ドナテッロ賞ではプロデューサー賞（ゴーモン、Trianon、Ultra Film）を受賞した。
日本でのテレビ放映時の題は『誘拐～俺は知らない』。

## キャスト
※括弧内は日本語吹替（初回放送1972年9月17日『日曜洋画劇場』）
- ジョニー・パーソン：アンソニー・パーキンス（西沢利明）
- ジャン＝フィリップ・プレヴォスト：ジャン＝クロード・ブリアリ（北原隆）
- フランソワ・コルビエ：レナート・サルヴァトーリ（田中信夫）
- アグネス：パスカル・オードレ
- クリスティン・プレヴォスト：アンヌ・トニエッティ
- ウィンター夫人：マリー・デア（寺島信子）
- 検察官：フェルナン・ルドゥー